# Azerbejdżan na Mistrzostwach Świata w Lekkoatletyce 2017
Azerbejdżan na Mistrzostwach Świata w Lekkoatletyce 2017 – reprezentacja Azerbejdżanu podczas Mistrzostw Świata w Londynie liczyła 4 zawodników, którzy nie zdobyli żadnego medalu.

## Skład reprezentacji
Mężczyźni
| Zawodnik        | Konkurencja         | Eliminacje | Eliminacje | Półfinał | Półfinał | Finał    | Finał   |
| Zawodnik        | Konkurencja         | Rezultat   | Pozycja    | Rezultat | Pozycja  | Rezultat | Pozycja |
| --------------- | ------------------- | ---------- | ---------- | -------- | -------- | -------- | ------- |
| Hayle İbrahimov | Bieg na 5000 metrów | 13:32,15   | 26.        | —        | NQ       | NQ       |         |

| Zawodnik       | Konkurencja | Kwalifikacje | Kwalifikacje | Finał    | Finał   |
| Zawodnik       | Konkurencja | Wynik        | Pozycja      | Wynik    | Pozycja |
| -------------- | ----------- | ------------ | ------------ | -------- | ------- |
| Nazim Babayev  | trójskok    | 16,61        | 14.          | NQ       | NQ      |
| Alexis Copello | trójskok    | 16,89        | 7. q         | 17,16 SB | 5.      |

Kobiety
| Zawodniczka  | Konkurencja | Kwalifikacje | Kwalifikacje | Finał | Finał   |
| Zawodniczka  | Konkurencja | Wynik        | Pozycja      | Wynik | Pozycja |
| ------------ | ----------- | ------------ | ------------ | ----- | ------- |
| Hanna Skydan | rzut młotem | 71,78        | 7. Q         | 73,38 | 5.      |